# John Mountney
John Mountney (Condado de Mayo, 22 de febrero de 1993) es un futbolista irlandés que juega de centrocampista en el Dundalk F. C. de la Premier Division de Irlanda.

## Clubes
| Club                        | País    | Año       |
| --------------------------- | ------- | --------- |
| Mervue United A. F. C.      | Irlanda | 2011      |
| Dundalk F. C.               | Irlanda | 2012-2020 |
| St Patrick's Athletic F. C. | Irlanda | 2021      |
| Dundalk F. C.               | Irlanda | 2022-     |

## Palmarés

### Títulos nacionales
| Título                     | Club                        | País    | Año  |
| -------------------------- | --------------------------- | ------- | ---- |
| Premier Division           | Dundalk F. C.               | Irlanda | 2014 |
| Copa de la Liga de Irlanda | Dundalk F. C.               | Irlanda | 2014 |
| Premier Division           | Dundalk F. C.               | Irlanda | 2015 |
| Copa de Irlanda            | Dundalk F. C.               | Irlanda | 2015 |
| Supercopa de Irlanda       | Dundalk F. C.               | Irlanda | 2015 |
| Premier Division           | Dundalk F. C.               | Irlanda | 2016 |
| Copa de la Liga de Irlanda | Dundalk F. C.               | Irlanda | 2017 |
| Premier Division           | Dundalk F. C.               | Irlanda | 2018 |
| Copa de Irlanda            | Dundalk F. C.               | Irlanda | 2018 |
| Premier Division           | Dundalk F. C.               | Irlanda | 2019 |
| Copa de la Liga de Irlanda | Dundalk F. C.               | Irlanda | 2019 |
| Supercopa de Irlanda       | Dundalk F. C.               | Irlanda | 2019 |
| Copa de Irlanda            | St Patrick's Athletic F. C. | Irlanda | 2021 |